# Voacanga globosa
Voacanga globosa är en oleanderväxtart som först beskrevs av Francisco Manuel Blanco, och fick sitt nu gällande namn av Elmer Drew Merrill. Voacanga globosa ingår i släktet Voacanga och familjen oleanderväxter. Inga underarter finns listade i Catalogue of Life.